# Hermann Wilhelm Vogel
Hermann Wilhelm Vogel (ur. 26 marca 1834 w Doberlug-Kirchhain, zm. 17 grudnia 1898 w Berlinie) – fotochemik niemiecki.

## Życiorys
Pochodził z rodziny kupca tekstylnego. Z początku nie zapowiadał się najlepiej – szkole nie miał opinii zbyt zdolnego ucznia. W roku 1858, w wieku 24 lat, jako absolwent studium chemii i fizyki, otrzymał posadę asystenta Karla Friedricha Rammelsberga w Instytucie Mineralogii Uniwersytetu Berlińskiego, a od 1860 roku pełnił funkcję asystenta w Muzeum Mineralogii. Jednym z jego zadań było fotografowanie szlifów minerałów. Od 1864 roku Vogel wykładał fotochemię Berlińskiej Akademii Rzemiosła (Berliner Gewerbeakademie), od 1870 roku był ponadto kierownikiem laboratorium fotochemicznego na Politechnice w Charlottenburgu. Od 1873 roku zajmował się fotografią spektralną oraz analizami spektralnymi i w 1878 roku odkrył linie widma optycznego wodoru w zakresie ultrafioletu. W roku 1879 Vogel mianowany został profesorem zwyczajnym fotochemii Politechniki Berlińskiej. Na polu fotografii zajmował się zagadnieniami perspektywy, oświetlenia oraz budowy atelier fotograficznych, fotometrii itp. W ostatnim okresie życia poświęcił się zagadnieniu percepcji barw i w roku 1895 przedstawił nową metodę fotochromiczną będącą podstawą druku barwnego.
Brał udział w szeregu ekspedycji obserwujących zaćmienia słońca – do Adenu (1868), na Sycylię (1870), na Nikobary (1875) i do Rosji (1886).
W roku 1863 Vogel założył Berlińskie Stowarzyszenie Fotograficzne (Berliner Photographenverein), prowadził także wywodzące się z niego w roku 1869 Stowarzyszenie Wspierania Fotografii (Verein zur Förderung der Photographie). Wydawany przez niego od 1864 roku magazyn „Photographischen Mitteilungen” (Wiadomości Fotograficzne) stał się jednym z pierwszych czasopism fotograficznych na świecie. Był ponadto Vogel współzałożycielem Stowarzyszenia Niemieckiego Rzemiosła Artystycznego (Verein für Deutsche Kunstgewerbe) w roku 1879 oraz założycielem w 1887 roku Niemieckiego Towarzystwa Przyjaciół Fotografii (Deutsche Gesellschaft von Freunden der Photographie), piastował także funkcję jurora na wielu wystawach.

## Osiągnięcia
Najdonioślejszym dokonaniem Vogla jest odkrycie zjawiska sensybilizacji optycznej czarno-białej emulsji fotograficznej, co umożliwiło opracowanie materiałów fotograficznych poprawnie oddających na czarno-białym zdjęciu jasność poszczególnych barw. 25 sierpnia 1873 roku przeprowadzał badania zakresu barwoczułości ówczesnych barwoślepych emulsji światłoczułych. Odkrył przy tym, że w przeciwieństwie do mokrej płyty bromowo-jodkowo-kolodionowej o barwoczułości stopniowo spadającej dla fal dłuższych od koloru niebieskiego, sucha bromkowo-srebrowo-kolodionowa płyta światłoczuła angielskiej firmy Stuart Wortley wykazuje nieoczekiwanie niewielki wzrost czułości poza zwykłym dla halogenków srebra zakresem barw fioletowej i niebieskiej. Badając to zjawisko i eliminując kolejne możliwe przyczyny Vogel ustalił, że ten miejscowy wzrost barwoczułości był skutkiem stosowanego przez Wortleya pokrycia płyty szklanej pod warstwą światłoczułą żółtym barwnikiem służącym jako warstwa przeciwodblaskowa. W drodze dalszych eksperymentów Vogel stworzył własnego wyrobu kolodionową emulsję światłoczułą z dodatkiem barwnika korallin o zakresie absorpcji 510–590 nm (tj. kolor żółty i zielony), która wykazała czułość na barwę żółtą niemal tak samo wysoką jak na niebieską. Wyniki swych prac przedstawił w listopadzie 1873 w formie odczytów oraz publikacji „O światłoczułości bromku srebra na tak zwane chemicznie nieaktywne barwy”. W trakcie dalszych eksperymentów badał wpływ barwników zielonych – zieleni aldehydowej lub zieleni metylowej, ponownie osiągając oczekiwane pozytywne rezultaty sensybilizacji. Wyniki prac Vogla poddane zostały jednak krytyce i próbowano je obalić – faktycznie, innym krytycznie nastawionym badaczom, np. Désiré van Monckhovenowi, nie udało się powtórzyć procesu sensybilizacji emulsji światłoczułej, co zdawało się podważać osiągnięcia Vogla – okazało się jednak, że błędy leżały w przeprowadzeniu doświadczenia przez Monckhovena, m.in. zbyt dużej ilości zastosowanego barwnika i zbyt skąpego naświetlania płyt. W roku 1884 Vogel opracował, na bazie wcześniejszych eksperymentów z płytami kolodionowymi, suchą płytę żelatynową nadającą się do produkcji przemysłowej, sensybilizowaną eozyną, i tym samym roku odkrył, że barwnik „azalin”, będący mieszaniną cyjaniny i czerwieni chinolinowej, sensybilizuje emulsję światłoczułą aż do koloru czerwonopomarańczowego. Także w 1884 roku na rynek trafiły pierwsze płyty fotograficzne nazwane ortochromatycznymi, sensybilizowane erytrozyną według metody Ebera. Na bazie prac Vogla wielu kolejnych badaczy wynalazło kolejne rodzaje sensybilizatorów, co wkrótce doprowadziło do powstania emulsji panchromatycznej (Adolf Miethe w 1902), a także – już w 1900 roku – uczulonej na podczerwień do długości fali 920 nm, czy nawet 1000 nm.
Vogel jest też odkrywcą reakcji charakterystycznej wykorzystywanej w analizie jakościowej jonów kobaltu, znanej współcześnie jako reakcja Vogla.

### Publikacje
- Lehrbuch der Photographie (1867-1870) (od 4. wydania jako Handbuch der Fotografie (1890-1899))
- Praktische Spektralanalyse irdischer Stoffe (1877)
- Vom Indischen Ozean bis zum Goldland (1878)
- Reisebeobachtungen (1878)
- Lichtbilder nach der Natur (1879)
- Aus der neuen Herenküche (1880)
- Die chemischen Wirkungen des Lichts und die Photographie (1884)
- Die Photographie farbiger Gegenstände in der richtigen Tonverhältnissen (1885)
- Das photographische Pigmentverfahren (1905)